# 宅基地
宅基地是现行中华人民共和国户籍制度和土地制度下，农业人口所获得用以建造住宅的集体所有权农村土地。

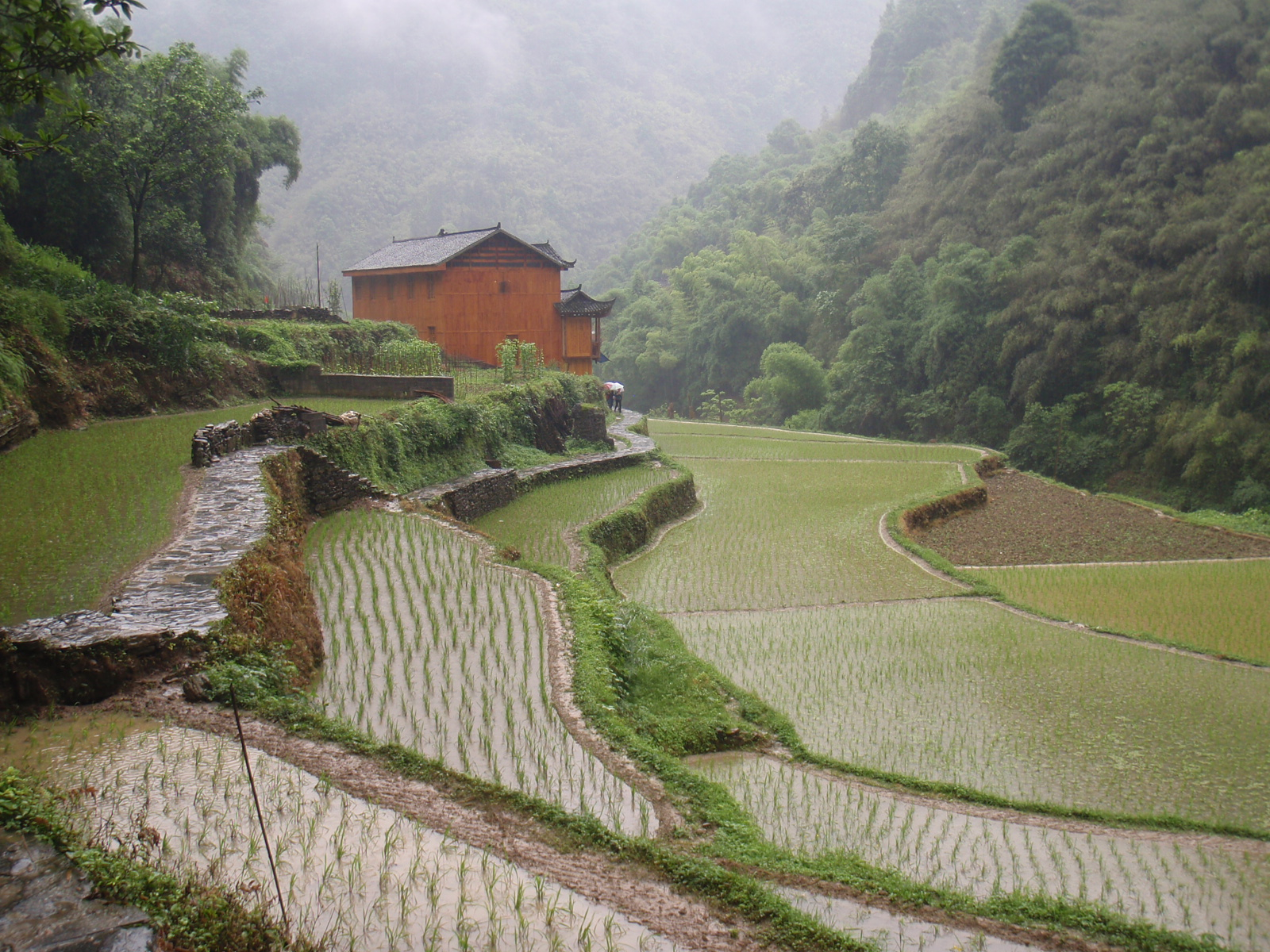
理論上農民戶口者配有一處宅基地住房和一塊農田的使用權。(湘西農村)

## 简介
农业人口可以购买城镇住房，而作为非农业人口的城镇居民则不得购买农村宅基地，农村宅基地也無法交易，並且农村村民出卖住宅后，無法再申请宅基地。

## 宅基地改革
2010年代中国各地開始推行宅基地制度改革试点，目标主要有三个：
- 让农民居有其屋。
- 实现农民的宅基地確权，開始採權狀證書制度，明晰以往一些地界尺寸不清、繼承模糊的亂象。
- 收回空置宅基地，開始解決空心房。

其中让农民“居有其屋”是宅基地制度改革的根本前提。
实现农民的宅基地财产权一般是通过抵押获得贷款的权利，以及通过经营获得收入的权利；但前者的困难是中央政策明确要求不允许农民販賣农地承包权和宅基地使用权，此為法定公產不是私人財產，所以抵押担保不可能实现；而后者的问题是只有城中村、城乡结合部及少数沿海发达地区农村的宅基地才有通过经营获得收入的可能，而且在宅基地制度改革之前这些地方的农民已通过宅基地经营获得收入。
政府动员农民腾退多余宅基地的目的是希望在建设用地增减挂钩制度中，通过腾退多余宅基地将农村宅基地转为耕地，腾出的指标用于增加城镇建设用地。
一些观点认为并不急需扩大耕地面积，农村多余宅基地事实上部分有被农民当作耕地使用，且中小城镇并没有快速建设扩张的可能，大中城市又不缺建设用地指标，政府投入巨资腾退多余宅基地，却很难收回成本。而2019年土地管理辦法新修訂條款頒布，增訂前往城市落戶脫離農業戶口人員可以有償退出宅基地，提供了法源依據後宣示官方史上第一次開始有一波大力收回空心房的政策力度。
2020年10月，自然资源部等7部委对“十三届全国人大三次会议第3226号建议”作出答复，表示如果農民的子女為城镇户籍，子女依舊可以繼承建立在宅基地上的房屋所有权和宅基地使用权并办理不动产登记。

## 农村妇女土地权力问题
由于性别歧视，女性申请宅基地较为困难，同时女性失去土地权益的情况在增加。根据第三次中国妇女地位调查显示：
- 2010年农业户口的农村妇女有分土地的比例为78.6%，比男性低9.4%。
- 已婚妇女有地的占79.8 ％ ， 比已婚男性低10.2%
- 未婚女性名下有地的占58.9％ ，比同类男性低14.6%
- 未婚且18~29 岁年轻女性有地比例最低，仅为 57.9%。

由于認為家庭財產有關事務應該以父系傳承為主，女性名下若有東西隨著她外嫁也將成為「別人的」的觀念，部分村委会不依照法規行事。
而未婚女性尤其被村委會「防備」，不會輕易配地，很多鄉村婦女也沒有法律觀不知申訴自身權益，以為傳統便習以為常。
《妇女权益保障法》第32条规定，妇女在农村土地承包经营、集体经济组织收益分配、土地征收或者征用补偿费使用以及宅基地使用等方面，享有与男子平等的权利，男女同為農村集体经济组织成员身份。